# 果諧
果諧（藏語：སྒོར་གཞས，威利转写：sgor gzhas，Gorshey），也称作锅庄，是中國藏族的一種歌舞形式，流行於農村地區，在藏語此字是指圍成圓卷唱歌跳舞，因此也有譯作圓圈舞，果諧通常在新年、慶豐收、逛林卡（藏族园林）等節慶於村广场、打麦场等空地表演，其長度數十分鐘至數小時不等。其演出結構一般分成兩段，第一段紅諧是緩慢的舞步歌唱，第二段交諧是快速的歌舞，情緒熱烈，果諧經常採用男女對跳對唱的方式進行。